# Emiliano Albín
Emiliano Albín Antognazza (Sauce, 24 gennaio 1989) è un ex calciatore uruguaiano, di ruolo difensore o centrocampista.

## Carriera

### Nazionale
Ex capitano della nazionale uruguaiana Under-15, con cui ha disputato il campionato sudamericano del 2007, è successivamente entrato nel giro della nazionale Under-17, di cui è stato capitano al campionato mondiale 2009 disputatosi in Nigeria, e dell'Under-18.
Nel 2011 ha preso parte sia al Sudamericano Under-20 che al Mondiale Under-20.

## Statistiche

### Cronologia delle presenze e reti in Nazionale
| Cronologia completa delle presenze e delle reti in nazionale ― Uruguay olimpica | Cronologia completa delle presenze e delle reti in nazionale ― Uruguay olimpica | Cronologia completa delle presenze e delle reti in nazionale ― Uruguay olimpica | Cronologia completa delle presenze e delle reti in nazionale ― Uruguay olimpica | Cronologia completa delle presenze e delle reti in nazionale ― Uruguay olimpica | Cronologia completa delle presenze e delle reti in nazionale ― Uruguay olimpica | Cronologia completa delle presenze e delle reti in nazionale ― Uruguay olimpica | Cronologia completa delle presenze e delle reti in nazionale ― Uruguay olimpica |
| Data                                                                            | Città                                                                           | In casa                                                                         | Risultato                                                                       | Ospiti                                                                          | Competizione                                                                    | Reti                                                                            | Note                                                                            |
| ------------------------------------------------------------------------------- | ------------------------------------------------------------------------------- | ------------------------------------------------------------------------------- | ------------------------------------------------------------------------------- | ------------------------------------------------------------------------------- | ------------------------------------------------------------------------------- | ------------------------------------------------------------------------------- | ------------------------------------------------------------------------------- |
| 12/07/2012                                                                      | Maldonado                                                                       | Uruguay olimpica                                                                | 6 – 4                                                                           | Cile olimpica                                                                   | Amichevole                                                                      | -                                                                               |                                                                                 |
| 15/07/2012                                                                      | Montevideo                                                                      | Uruguay olimpica                                                                | 2 – 0                                                                           | Panama olimpica                                                                 | Amichevole                                                                      | -                                                                               |                                                                                 |
| 26/07/2012                                                                      | Manchester                                                                      | Uruguay olimpica                                                                | 2 – 1                                                                           | Emirati Arabi Uniti olimpica                                                    | Olimpiadi 2012 - 1º turno                                                       | -                                                                               |                                                                                 |
| Totale                                                                          |                                                                                 | Presenze                                                                        | 3                                                                               |                                                                                 | Reti                                                                            | 0                                                                               |                                                                                 |